# Alois Kocourek
Alois Kocourek (1853 – 26. listopadu 1911, Jarosław) byl český hudební skladatel a vojenský kapelník.

## Život
Kocourek absolvoval hudební výcvik v rakousko-uherské armádě. Mezi lety 1892 až 1911 působil jako kapelník u 89. pěšího pluku Freiherra von Albori v Jarosławi. Stejně jako mnoho jeho kolegů, také on skládal skladby pro koncertní kapely. Mezi jeho díla patří například Defiliermarsch, Freiherr von Albori-Marsch nebo 89er Regimentsmarsch.